# اسپروس کریک (پنسیلوانیا)
اسپروس کریک (به انگلیسی: Spruce Creek) یک منطقهٔ مسکونی در ایالات متحده آمریکا است که در شهرستان هانتینگدان، پنسیلوانیا واقع شده‌است. اسپروس کریک ۲۳۱٫۹۶ متر بالاتر از سطح دریا قرار دارد.